# Eduardo Maura
Eduardo Maura Zorita, né le 18 avril 1981, est un homme politique espagnol membre de Podemos.
Il est élu député de la circonscription de Biscaye lors des élections générales de décembre 2015.

## Biographie

### Vie privée
Né à Valladolid du fait des déplacements professionnels de son père, Eduardo Maura est l'arrière-arrière-petit-fils d'Antonio Maura, président du Conseil du roi Alphonse XIII à cinq reprises, et le neveu de Fernando Maura, député de Ciudadanos, avec qui il entretient des relations chaotiques.

### Docteur en philosophie
Il réalise ses études à l'université de Deusto où il obtient une licence en sociologie en 2003 puis une licence en philosophie en 2006. Il parle couramment anglais et allemand. Il obtient un doctorat en philosophie en 2011 à l'université complutense de Madrid.
Il est professeur titulaire intérimaire de la complutense entre 2011 et 2015 puis professeur assistant pour l'année 2015. Il mène des recherches dans le domaine de la théorie critique, de l'esthétique et de la philosophie politique.

### Activités politiques
Proche du mouvement contre le processus de Bologne et du mouvement des Indignés, il se rapproche de Pablo Iglesias au moment de la diffusion des premiers sondages de sortie des urnes des élections européennes de mai 2014. Quelques mois plus tard, lors de la première assemblée citoyenne de Podemos, il est élu au poste de secrétaire à la Culture au sein de la direction nationale du parti.
Il est investi comme chef de file de Podemos dans la circonscription de Biscaye à l'occasion des élections générales de décembre 2015,. Élu au Congrès des députés avec un autre collègue, il est membre de la commission des Affaires étrangères et de celle du Suivi et de l'Évaluation des accords du pacte de Tolède. Il est également choisi comme premier secrétaire de la commission de la Culture présidée par Toni Cantó. Il conserve son siège au terme des élections législatives anticipées de juin 2016 au cours desquelles il conduit la liste de la coalition Unidos Podemos et remporte trois des huit mandats en jeu dans la circonscription. Il abandonne ses précédentes responsabilités pour devenir porte-parole de son groupe à la commission de la Culture et membre de la sous-commission chargée de l'élaboration d'un statut de l'artiste.